# Левицький Павло Павлович
Павло Павлович Левицький (3 жовтня 1859, м. Кронштадт — 31 липня 1938, м. Таллінн, Естонія) — український та російський військовий діяч, віцеадмірал. Правнук українського художника-графіка XVIII століття з села Маячка на Полтавщині Григорія Левицького, внучатий племінник відомого портретиста Дмитра Левицького.

## Життєпис
У 1880 році закінчив Морський корпус, 1884 року — Мінний офіцерський клас. Проходив службу на посадах командира міноносця «Плотва», старшого мінного офіцера крейсера «Володимир Мономах», старшого офіцера ескадреного броненосця «Сисой Великий».
З 4 лютого 1904 року — командир бронепалубного крейсера 2-го рангу «Жемчуг» у складі 2-ї Тихоокеанської ескадри. 14 травня 1905 року брав участь у Цусімській битві, після бою у складі загону контрадмірала Енквіста вивів пошкоджений корабель до Маніли (Філіппінські острови), де його інтернували американці.
1907 року призначений начальником Навчального загону підводного плавання на Балтійському морі, у 1914—1915 роках — командир бригади підводних човнів на Балтійському морі.
У 1917 році виїхав до України, за часів Гетьмана Павла Скоропадського у ранзі контрадмірала служив у військово-морському флоті Української Держави. Після поразки Української держави служив у військах генерала Врангеля, в 1920 році керував їх евакуацією з Ялти до Афін.
Помер 31 липня 1938 року в Таллінні.